# Bangko Pusaka
Bangko Pusaka is een bestuurslaag in het regentschap Rokan Hilir van de provincie Riau, Indonesië. Bangko Pusaka telt 3158 inwoners (volkstelling 2010).